# 库尔塞勒昂蒙塔涅
库尔塞勒昂蒙塔涅（法語：Courcelles-en-Montagne，法語發音：[kuʁsɛl ɑ̃ mɔ̃taɲ]，意为“山上的库尔塞勒”）是法国上马恩省的一个市镇，位于该省南部，属于朗格勒区。

## 地理
库尔塞勒昂蒙塔涅（47°50'14"N, 5°13'23"E）面积15.16 平方千米，位于法国大東部大區上马恩省，该省份为法国东北部内陆省份，北起马恩省和默兹省，西接奥布省，西南接科多尔省，东南接上索恩省，东临孚日省。
与库尔塞勒昂蒙塔涅接壤的市镇（或旧市镇、城区）包括：努瓦当勒罗舍、佩朗塞莱维约穆兰、佩罗涅莱方丹、圣谢尔格、瓦西讷、欧布里沃。

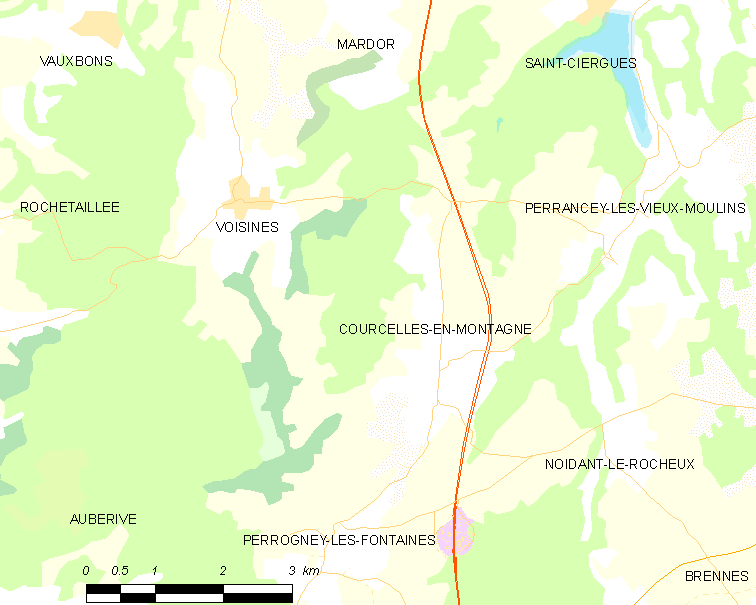
库尔塞勒昂蒙塔涅的OSM定位图

库尔塞勒昂蒙塔涅的时区为UTC+01:00、UTC+02:00（夏令时）。

## 行政
库尔塞勒昂蒙塔涅的邮政编码为52200，INSEE市镇编码为52147。

## 政治
库尔塞勒昂蒙塔涅所属的省级选区为维勒居西安勒拉克县。

## 人口

1962-2008年间库尔塞勒昂蒙塔涅人口变化图示

库尔塞勒昂蒙塔涅于2022年1月1日时的人口数量为93人。